# Cláudia Varejão
Cláudia Varejão (Porto, 1980) és una cineasta, directora, guionista, fotògrafa i professora portuguesa.

## Biografia
Va estudiar direcció al Programa de Creativitat i Creació Artística de la Fundació Calouste Gulbenkian en col·laboració amb German Film und Fernsehakademie Berlin i Acadèmia Internacional de Cinema] de São Paulo. També va estudiar fotografia al Centro de Arte e Comunicação Visual de Lisboa. És autora de la trilogia de curtmetratges Fim-de-semana, Um dia Frio, Luz da Manhã. Ama-San, un retrat de bussejades japoneses, va ser el seu debut al llargmetratge, rebent desenes de premis arreu del món, seguit de No Escuro Do Cinema Descalço Os Sapatos, una pel·lícula que segueix la intimitat d'un grup de ballarins d'una companyia de dansa. Amor Fati es va estrenar el 2020 i Lobo e Cão el 2022.
Les seves pel·lícules han estat seleccionades i premiades pels festivals de cinema més prestigiosos, com ara Locarno, Rotterdam, Visions du Reel, Cinema du Reel, Karlovy Vary, Art of the real - Lincoln Center, entre molts altres. Juntament amb la seva tasca com a directora, ha desenvolupat una carrera com a fotògrafa i és professora convidada a diverses escoles i tallers. La seva obra, ja sigui en cinema o fotografia, documental o ficció, viu en estreta proximitat amb els seus retratats.

## Filmografia
- Llop i gos (2022)[2]
- Amor Fati (2020)[3]
- No escuro do cinema descalço os sapatos (2016)[4]
- Ama-san (2016)[5]
- Semear o tempo (2015)[6]
- Luz da Manhã (2010)[7]
- Um dia Frio (2009)[8]
- Fim-de-semana (curtmetratge) (2007)[9]
- Falta-me (curtmetratge) (2005)[10]